# Balumba
Véase también Seguros (desambiguación).
Balumba es una marca comercial de la compañía de seguros británica Admiral Group, especializada en la venta directa de Seguros del Automóvil. La empresa se encuentra ubicada en Sevilla.
El número de empleados directamente implicados en el perímetro de actividad de Balumba a finales del 2016 ascendía a más de 450.

## Historia de la organización
En 2005 la compañía británica Admiral Group, del FTSE 100 Index, decide por primera vez expandirse internacionalmente. Tras un estudio profundo a nivel europeo decide que el objetivo será España, y por el potencial de crecimiento, el dinamismo y el carácter «amigable» de sus gentes se elige Sevilla como centro de operaciones. El 31 de octubre de 2006 sale finalmente al mercado, estableciéndose como compañía de venta directa a nivel nacional.
Balumba es reconocida por el frecuente apoyo a actividades de interés social y ONGs humanitarias como KIVA o ACNUR

## Reconocimientos y premios
En los últimos años, Balumba ha sido reconocida como una de las Mejores Empresas para Trabajar en España en varias ocasiones:
- 2017: Puesto 6º
- 2016: Puesto 7º
- 2015: Puesto 4º
- 2014: Puesto 8º
- 2013: Puesto 5º
- 2012: Puesto 3º
- 2011: Puesto 10º
- 2010: Puesto 11º

También ha obtenido el Certificado efr como Empresa Familiarmente Responsable otorgado por Fundación Másfamilia.